# Пейдж, Белла
Бе́лла Пе́йдж (англ. Bella Paige; род. 30 октября 2001) — австралийская певица, участница Детского конкурса песни Евровидения 2015.

## Биография
Белла родилась 30 октября 2001 года в Мельбурне, Австралия. Она является финалисткой первого сезона популярного шоу «The Voice Kids» в Австралии.

### The Voice Kids
В 2014 году она была участницей детского шоу «Голос». Во время выступления к ней повернулись все наставники, но она выбрала команду Мэддена. Ей удалось пробиться в финал, где она заняла второе место.
| Голос Дети выступления и результаты (2014) | Голос Дети выступления и результаты (2014) | Голос Дети выступления и результаты (2014) | Голос Дети выступления и результаты (2014) |
| Этап                                       | Песня                                      | Артист                                     | Результат                                  |
| ------------------------------------------ | ------------------------------------------ | ------------------------------------------ | ------------------------------------------ |
| Слепые прослушивания                       | «And I Am Telling You I'm Not Going»       | Д. Хадсон                                  | Прошла                                     |
| Баттлы                                     | «When You Believe»                         | М. Кэри & У. Хьюстон                       | Прошла                                     |
| Песня на вылет                             | «And I Am Telling You I'm Not Going»       | Jennifer Hudson                            | Прошла                                     |
| Финал                                      | «Let It Go»                                | И. Мензел                                  | Прошла                                     |
| Финал                                      | «The Voice Within»                         | К. Агилера                                 | 2-е место                                  |

## Детское Евровидение 2015
8 октября 2015 года было объявлено, что Белла представит Австралию, которая участвует на конкурсе в этом году впервые, с песней «My Girls».
21 ноября состоялся финал, на котором Белла выступала под номером 06 и заняла восьмое место с 64 очками. Самый высший балл (10) Австралия получила от Мальты.

## Дискография

### Синглы
| 2015                                      | «My Girls» | — | N/A |
| 2018                                      | «Changing» | — | N/A |
| «—» означает, что сингл не попал в чарты. |            |   |     |

### В качестве приглашённого артиста
| Год  | Песня                  | Альбом              |
| ---- | ---------------------- | ------------------- |
| 2014 | «And I Am Telling You» | The Voice Kids 2014 |
| 2014 | «Let It Go»            | The Voice Kids 2014 |